# Andrena surda
Andrena surda är en biart som beskrevs av Cockerell 1910. Andrena surda ingår i släktet sandbin, och familjen grävbin. Inga underarter finns listade i Catalogue of Life.